# Leucogonia
Leucogonia là một chi bướm đêm thuộc họ Noctuidae.

## Loài
- Leucogonia amarginata Holloway, 1979
- Leucogonia cosmopis Lower, 1897
- Leucogonia ekeikei Bethune-Baker, 1906
- Leucogonia kebeensis Bethune-Baker, 1906